# Южный камень
Ю́жный ка́мень, называемый также камень юга, или камень беременной женщины — мегалитический каменный блок, находящийся в Баальбеке в Ливане. Известен с древности, является одним из самых больших обработанных человеком камней в мире. Масса камня составляет более 1000 тонн. По размерам камень достигает 20 с небольшим метров в длину, более 4 метров в ширину и около 4 метров в высоту, не является параллелепипедом.

## Происхождение названия
Южный камень
Первоначально камень называли Хаджар эль-Кибла (араб. حجر القبلة‎), что в переводе на русский означает «камень юга», в дальнейшем арабы переименовали его в Хаджар эль-Хубла (араб. حجر الحبلى‎) — «камень, отторгнутый от материнского массива». На многих языках мира второе название звучит как «камень беременной женщины».
По поводу происхождения названия «камень беременной женщины» существует несколько версий. По одной из версий камень так назван из-за беременной женщины, которая убеждала жителей Баальбека, что знает секрет древних по перемещению этого камня и что расскажет им, если они будут кормить её, пока та не родит ребёнка. По другой — название дала легенда о беременной женщине-джинне, которой было поручено изготовить и переместить этот каменный блок. Ещё есть поверье, что если женщина прикоснётся к нему, то у неё увеличится плодовитость.

## Общие сведения
Южный камень находится в Баальбеке в Ливане на расстоянии примерно в 900 м от храма Юпитера. Его наклон к горизонту составляет угол около 30°, что соответствует общему наклону окружающей местности.
Каменный блок состоит из известняка, не является параллелепипедом и не полностью отделён от исходного пласта. Длина блока 20,31—20,76 м, ширина — 4 м внизу и 4,14—5,29 м вверху, высота — 4,21-4,32 м. При плотности 2,6-2,8 г/см3 масса составит порядка 1050 т. Южный камень по габаритам и массе превосходит камни трилитона, находящегося в основании храма Юпитера, масса каждого из которых оценивается в 800 т.

### Аналогичные монолиты карьера Баальбека

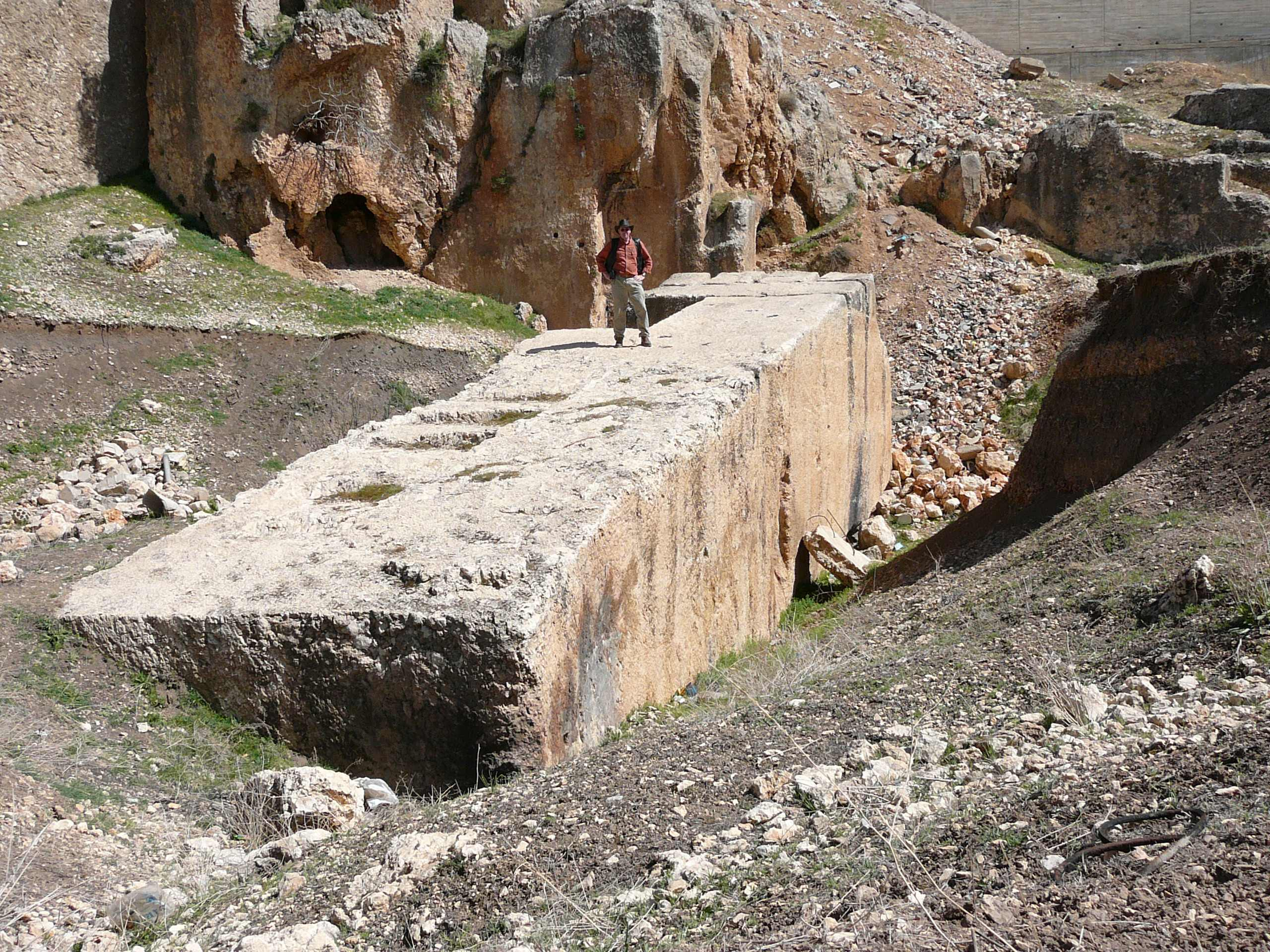
Второй монолит карьера Баальбека. 2007 г.

В 1990-х годах в карьере Баальбека был обнаружен второй монолит, аналогичный Южному камню и превосходящий его по своим параметрам. Его масса составляет порядка 1300 тонн, длина порядка 20 метров, сечение примерно 4,5 × 4,5 м.
В 2014 году, исследуя тот же Баальбекский карьер, Германский археологический институт нашёл третий монолит длиной около 19,6 метров, масса которого оценена в 1650—1670 тонн. То есть в настоящее время это самый большой камень из известных, когда-либо вырезанных руками человека (масса Гром-камня при перемещении в Санкт-Петербург составляла около 1500 тонн, а первоначальная 2000 тонн, позже, в процессе создания постамента для Медного всадника, он был разделён на 3 части).

## Предназначение

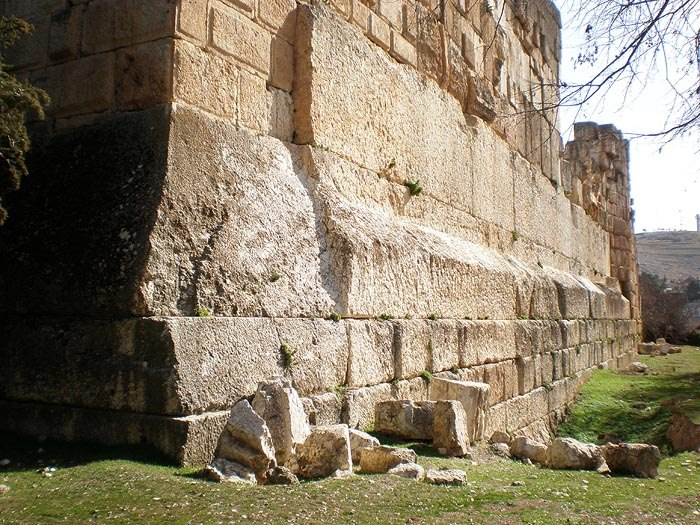
Трилитон Баальбека

Южный камень является предметом очень давних споров относительно своего предназначения, а также способа изготовления и последующей транспортировки. По мнению некоторых учёных, южный камень создавался для храма Юпитера. Он вместе с существующим трилитоном должен был располагаться в подпорной стене основания храма. По мнению других исследователей, такой каменный блок мог послужить заготовкой для обелиска. Мнение относительно перемещения камня, подкреплённое расчётами, сводится к требованию одновременного усилия десятков тысяч человек. В месте, в котором камень находится, разместить такое количество людей проблематично, равно как и координировать их усилия. О том, как древние строители выдолбили и обработали такой кусок породы, тоже выдвинуто несколько версий, но все они спорны.